# Andrzej Szafiański

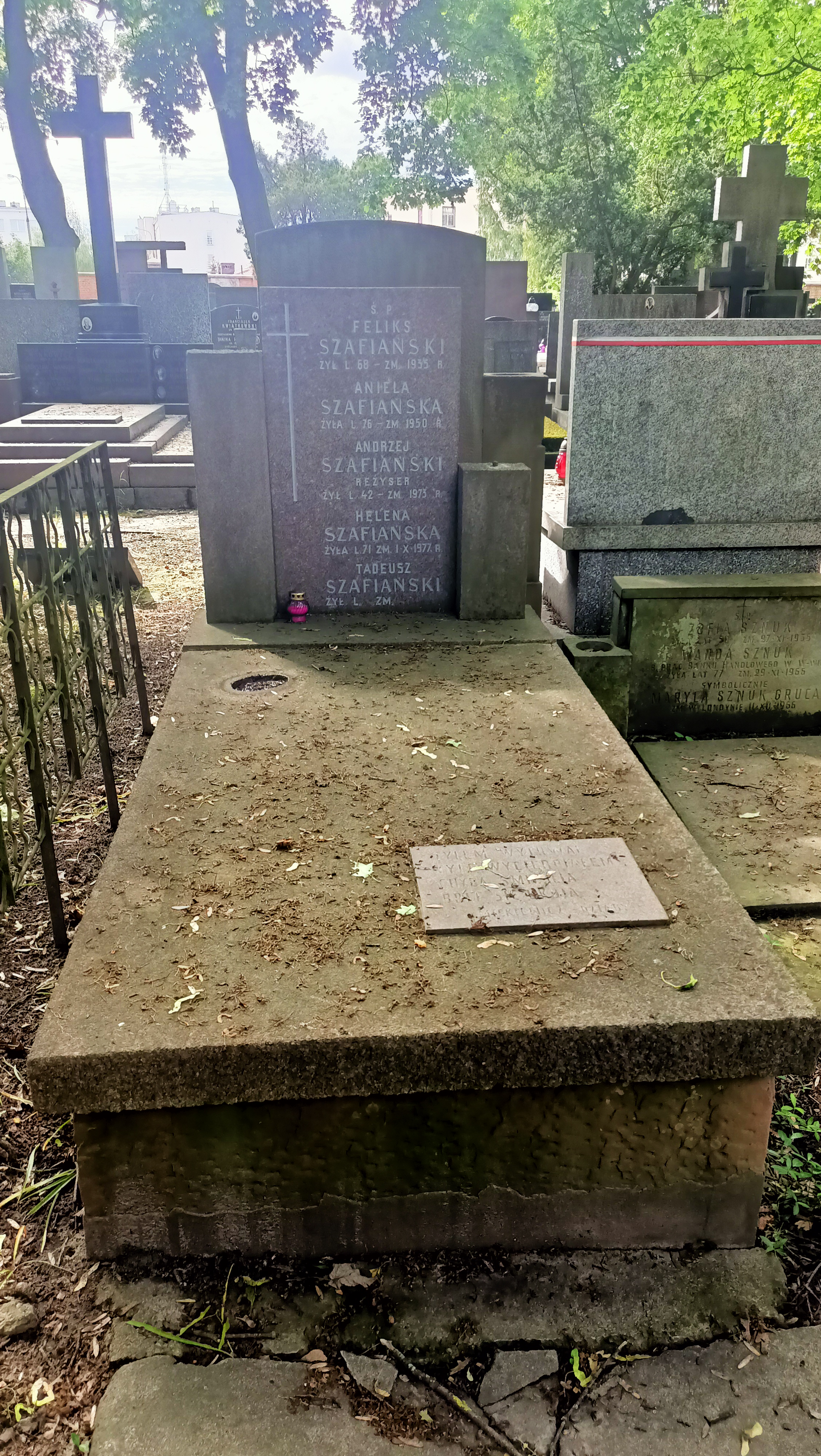
Grób Andrzeja Szafiańskiego na cmentarzu Powązkowskim w Warszawie

Andrzej Szafiański (ur. 1 lutego 1931 w Warszawie, zm. 19 lipca 1973 tamże) – polski reżyser teatralny i filmowy oraz scenarzysta.

## Życiorys
Studia reżyserskie ukończył w 1960 w PWST w Warszawie. Dyplom otrzymał w 1963. Reżyserował w wielu polskich teatrach, m.in. w Teatrze Klasycznym w Warszawie (1962/1963), Teatrze im. Adama Mickiewicza w Częstochowie (1965/1966), Teatrze Śląskim w Katowicach, Teatrze Współczesnym w Warszawie, Teatrze im. Juliusza Słowackiego w Krakowie, Teatrze im. Stefana Jaracza w Olsztynie i in. W 1966 został głównym reżyserem telewizji katowickiej. W 1968 wyemigrował do Izraela, gdzie został reżyserem telewizji w Tel Awiwie. Do Polski powrócił w czerwcu 1973. Zmarł wskutek zatrucia czadem. Został pochowany na Starych Powązkach.

## Filmografia
reżyser
- 1965: Tatarak[3]

scenarzysta
- 1965: Tatarak
- 1969: Urząd (reż. Janusz Majewski)

## Spektakle telewizyjne
Źródło: FilmPolski.pl

- 1960: Troja, miasto otwarte
- 1960: Paryżanka
- 1961: Dzień listopadowy
- 1961: Choucas
- 1961: Brat marnotrawny
- 1962: Wujaszek Wania
- 1963: Urząd
- 1963: Sława i chwała
- 1963: Romans Teresy Hennert
- 1963: Odejście Korbuta
- 1963: Kaprys
- 1964: Rok 1944
- 1964: Ostry dyżur
- 1964: Orfeusz
- 1964: Lubow Jarowaja
- 1964: Krata
- 1965: Pierścień wielkiej damy
- 1965: Pieją koguty
- 1965: Drzwi muszą być albo otwarte, albo zamknięte
- 1965: Chiwu
- 1966: Jedna noc
- 1967: Rocznica ślubu
- 1968: Spadkobiercy
- 1968: Ożenek
- 1968: Kamienny gość